# Калиник V Константинополски
Калиник V Константинополски (на гръцки: Πατριάρχης Καλλίνικος Ε΄) е вселенски патриарх на два пъти в самото начало на XIX век.

## Биография
Роден в Мудания до Бурса със светското име Ботаниотис (Μποντανιώτης ). От 1779 година е велик архидякон в патриаршеската катедрала „Свети Георги“ в Цариград. През октомври 1780 година е избран и по-късно ръкоположен за одрински митрополит. От септември 1792 година е никейски митрополит.
На 17 юни 1801 година е избран за вселенски патриарх.
Сведенията за личността му са противоречиви. От едни историци като Комнин Ипсиланти е определян като прост и необразован човек, а други като Кума го смятат за неопределен в моралните си качества, докато съставителят на каталога на константинополските патриарси Захария Мата е на мнение, че патриарх Калиник, макар и разглезен, е спокоен, интелигентен, несребролюбив и състрадателен. 
Като Патриарх Калиник съдейства на Димитрий Мурузи за реставрацията на Великата народна школа в Константинопол. Освен това се занимава с уточняването на границите на епархиите и благоустрояването на манастирите. Патриарх Калиник одобрява устава на „манастира Пантелеймон“ в Света гора, предложен от игумена Сава. 
Оттегля се като патриарх на 22 септември 1806 година и се оттегля в Диплокион (Бешикташ) на Босфора.
На 10 септември 1808 година под давлението на Мустафа Алемдар паша е възстановен на патриаршеския трон. Първата му работа е като куратор да се заеме с възстановяването на храма „Възкресение Христово“ в Йерусалим. Открива болница за чумави в Бурса. С решение на Светия Синод на Вселенската патриаршия от 23 април 1809 година, след изгарянето на Мустафа Байрактар, е отстранен от патриаршеството поради старост и дните си до смъртта прекарва в Бешикташ.
Умира около 1812 година.

## Номерация
Номерацията V е поддържана от някои учени, които смятат за патриарх Калиник III, митрополита на Ираклио (1718-1726), който умира в нощта преди официалното си избиране. Съответно съществува и номерация Калиник IV.